# Bahnhof Ibi
Der Bahnhof Ibi (jap. 揖斐駅 Ibi-eki) ist ein Bahnhof auf der japanischen Insel Honshū. Er wird vor der Bahngesellschaft Yōrō Tetsudō betrieben und befindet sich in der Präfektur Gifu auf dem Gebiet der Gemeinde Ibigawa, nordwestlich von Gifu.

## Beschreibung

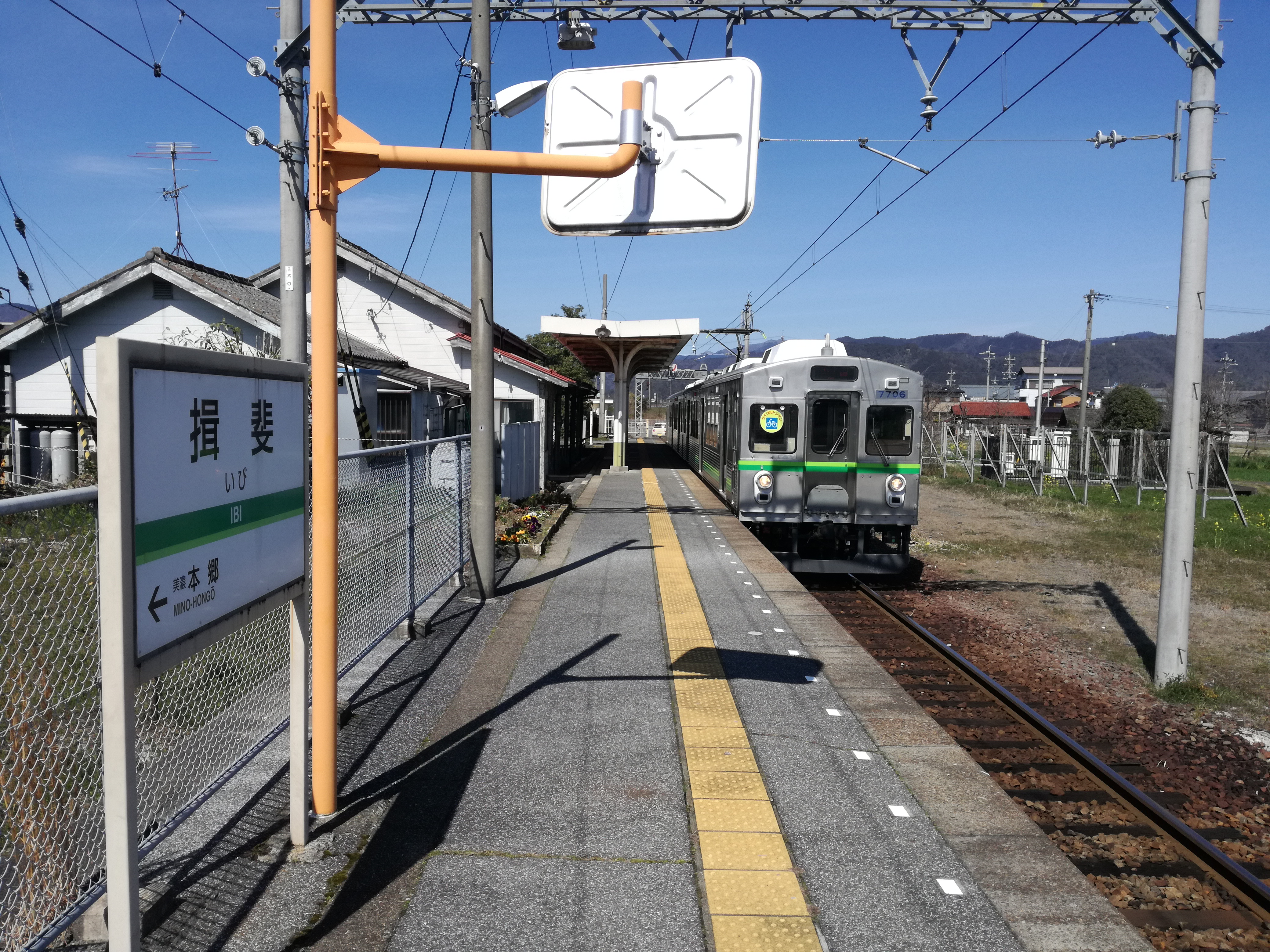
Bahnsteig mit Triebwagen der Baureihe 7700

Ibi ist die nördliche Endstation der Yōrō-Linie, die von der Bahngesellschaft Yōrō Tetsudō betrieben und über Ōgaki nach Kuwana führt. Nahverkehrszüge mit Halt an allen Bahnhöfen fahren während der Hauptverkehrszeit im 20-Minuten-Takt nach Ōgaki, zu den übrigen Zeiten alle 40 bis 60 Minuten. Um nach Kuwana zu gelangen, muss in Ōgaki umgestiegen werden. Auf dem Bahnhofsvorplatz befindet sich eine Bushaltestelle, die von fünf Linien des städtischen Busbetriebs bedient wird.
Der Bahnhof steht im Ortsteil Haginaga, nahe der Mündung des Kasu in den namensgebenden Fluss Ibi sowie umgeben von Wohnvierteln und Landwirtschaftsflächen. Die ebenerdige Anlage ist von Süden nach Norden ausgerichtet und umfasst ein stumpf endendes Gleis an einem Seitenbahnsteig, der durch das Empfangsgebäude an der Westseite flankiert wird. Auf einer brachliegenden Fläche an der Ostseite befanden sich einst weitere Gleise für den Güterverkehr.
Im Fiskaljahr 2018 nutzten durchschnittlich 1405 Fahrgäste täglich den Bahnhof.

## Geschichte
Die Yōrō Tetsudō (nicht mit der heutigen gleichnamigen Bahngesellschaft identisch) eröffnete den Bahnhof am 27. April 1919, zusammen mit den von Ikeno bis hierher führenden Abschnitt der Yōrō-Linie. Neun Jahre später folgte ein zweiter Kopfbahnhof namens Hon-Ibi am gegenüberliegenden Flussufer als Endstation der Meitetsu Ibi-Linie. Die beiden Bahnhöfe waren nicht miteinander verbunden und es bestanden auch keine Pläne, eine Eisenbahnbrücke über den Ibi zu errichten.